# Michele Colacino
Michele Colacino (Cutro, 7 settembre 1976) è un ex giocatore di football americano italiano, di ruolo defensive lineman.

## Carriera
Si è laureato campione d'Italia con i Panthers Parma nei campionati 2010, 2011 e 2012.

## Palmarès

### Squadre di club

#### Titoli di squadra
- 3 Italian Superbowl (Panthers Parma: 2010, 2011, 2012)